# Tranvia Padova-Piove di Sacco
La tranvia Padova-Piove di Sacco, inaugurata nel 1890, faceva parte di un gruppo di linee che favorirono in maniera significativa la crescita economica e gli scambi commerciali nella provincia di Padova. Elettrificata nel 1913 con un sistema di alimentazione a tensione monofase, la linea fu soppressa nel 1954.

## Storia

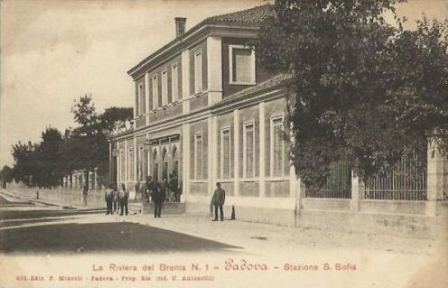
La stazione di Padova Santa Sofia

Nell'autunno 1885 la Società delle Guidovie Centrali Venete, un'impresa del gruppo Società Veneta per la costruzione ed Esercizio di Ferrovie Secondarie Italiane ("Società Veneta"), aveva inaugurato la tranvia Padova-Fusina, lungo la riviera del Brenta, prima linea di una rete destinata a servire le aree orientali e meridionali della provincia, alla quale era seguito il tronco urbano Padova Santa Sofia-Padova Scalo e la linea per Bagnoli di Sopra, inaugurati nel maggio 1886.
Il 19 maggio 1888 la Società Veneta presentò un progetto, firmato dall'ingegner Monterumici, per una "guidovia" fra Padova e Piove di Sacco che prevedeva la realizzazione di un manufatto per lo scavalco in sede propria del Bacchiglione.
Con Decreto ministeriale n.17069-2028 del 24 marzo 1890, il Governo concesse alla Società Veneta "la costruzione e l'esercizio di una tramvia a vapore da Padova a Piove di Sacco", la cui costruzione era nel frattempo iniziata e che fu inaugurata il 10 giugno 1890. L'esercizio fu affidato alla controllata Società delle Guidovie Centrali Venete, benché la linea fosse di proprietà della Società Veneta stessa.
Rendendo esecutiva la convenzione stipulata il 2 giugno 1913 fra il Governo e la SV, con Regio decreto 29 giugno 1913, n. 835 la Società Veneta veniva autorizzata a "sostituire la trazione elettrica a quella a vapore sulla tramvia Padova-Piove di Sacco". L'esercizio a trazione elettrica fu dunque attivato l'11 aprile 1913 e, per l'occasione, venne attivata presso la sottostazione elettrica sita in località Stanga una caldaia a vapore supplementare.
I danni subiti durante la seconda guerra mondiale imposero alcune sospensioni del servizio, che tuttavia fu ripristinato alla fine delle ostilità. Le condizioni economiche erano tuttavia nel frattempo profondamente mutate: la necessità di rinnovare gli impianti, l'avvento della motorizzazione privata e una politica a quel tempo non favorevole ai sistemi di trasporto rapido di massa condusse la Società Veneta a valutare la sostituzione con autoservizio della tranvia, che fu ufficialmente soppressa il 31 dicembre 1954.

## Caratteristiche
La linea venne realizzata a scartamento di 1445 mm, a differenza della rete urbana a scartamento ordinario, e correva prevalentemente in rettilineo su sede stradale con caratteristiche di tranvia extraurbana. L'unica opera di rilievo era il ponte a travata metallica sul fiume Bacchiglione.
L'intera tranvia presentava una lunghezza totale di 18,930 km, pari a 17,450 km misurata a partire dalla stazione di Padova Santa Sofia.
Il raggio minimo di curvatura risultava di 80 metri, con rotaie di tipo Vignoles da 25 kg/m posate con scartamento normale, ad eccezione della tratta di penetrazione urbana su piazza Eremitani, lunga 790 metri, per la quale erano impiegate rotaie Phoenix.
Per la trazione elettrica, anche per motivi legati alla presenza di un'unica sottostazione da realizzarsi in quel di Padova che avrebbe dovuto alimentare l'intera rete, fu scelto un sistema ad alta tensione in corrente alternata a 6.000 V, 25 Hz, inusuale per una tranvia.

### Percorso
| Unused urban continuation backward |

| Unknown route-map component "uexBHF" |

| Unknown route-map component "uexCONTgq" | Unknown route-map component "uexABZq+l" | Unknown route-map component "uexABZgr" |  |  |

| Unknown route-map component "uexKRWl" | Unknown route-map component "uexKRWg+r" |  |

| Unknown route-map component "uexhKRZWae" |

| Unknown route-map component "uexBHF" |

| Unknown route-map component "uexHST" |

| Unknown route-map component "uexHST" |

| Unknown route-map component "uexBHF" |

| Unknown route-map component "uexHST" |

| Unknown route-map component "uexHST" |

| Unknown route-map component "uexHST" |

| Unknown route-map component "CONTgq" | Station on transverse track | Unknown route-map component "emABZqr" | Unknown route-map component "CONTfq" |  |

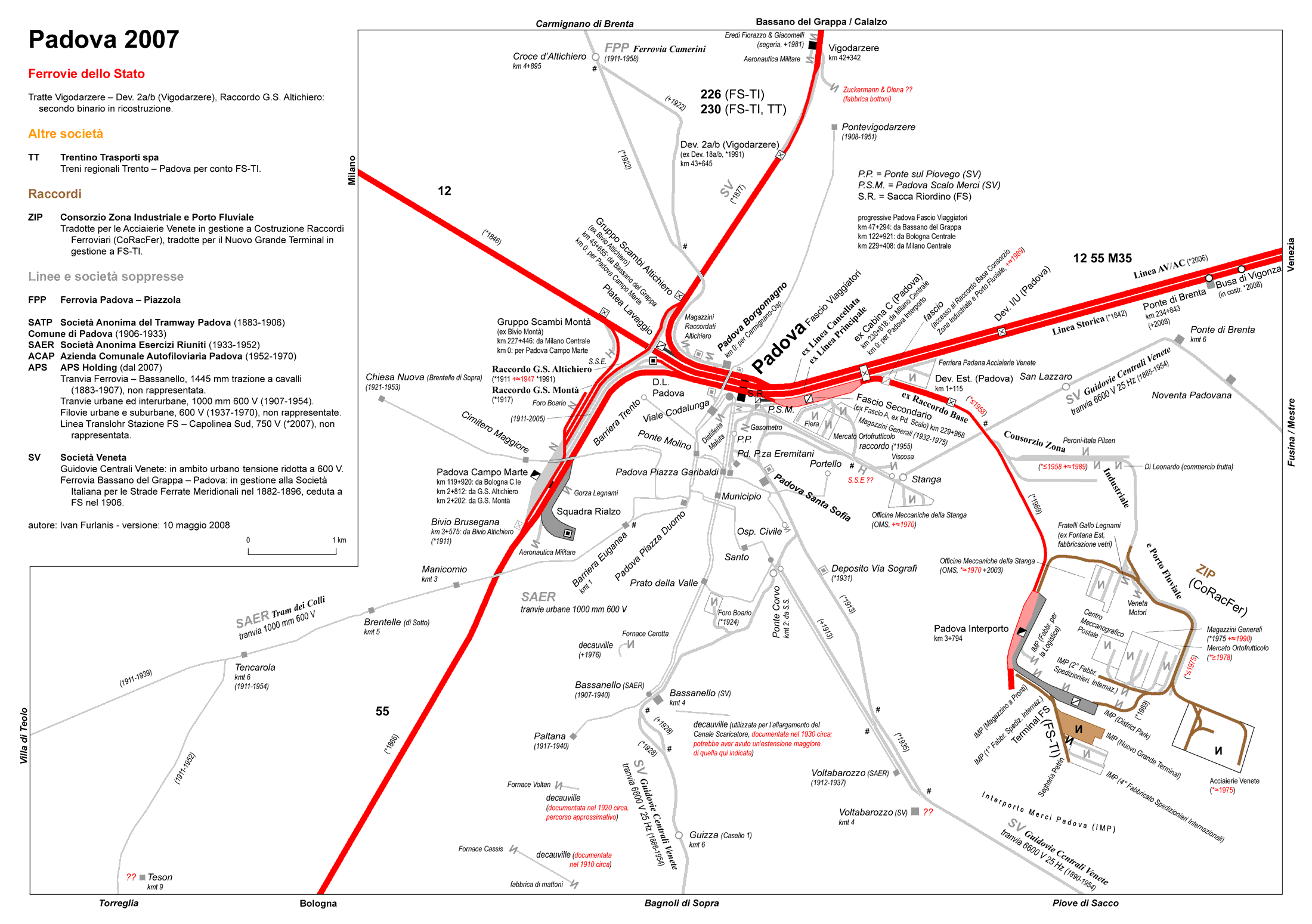
Mappa ferrotranviaria di Padova, con indicati i percorsi delle linee GCV

Il principale terminale urbano delle Guidovie Centrali Venete era la stazione di Padova Santa Sofia, che sorgeva in via Morgagni di fronte all'autostazione in servizio fino al 2009; da questa, la linea per Bagnoli di Sopra si diramava seguendo la Circonvallazione Esterna, mentre quella per Piove di Sacco transitava per Via Sografi. Quella per Fusina e Mestre, invece, seguiva l'itinerario per Via Gozzi, proseguendo parallelamente a Via Tommaseo, poco distante da questa, per poi immettersi in Via Venezia.
Dal 1913, anno di elettrificazione della linea, fino al 1927 la relazione per Piove di Sacco utilizzava inoltre il tratto di penetrazione urbana fino a piazza Eremitani, con un tratto urbano parzialmente in comune con la tratta Padova Santa Sofia-piazza Garibaldi della linea da Fusina e Mestre. Tale capolinea fu soppresso, per volere del comune di Padova, nel 1929, quando i treni ripresero ad attestarsi a Santa Sofia.
Transitata per via Falloppio, su binario comune con la linea per Bagnoli di Sopra, la linea per la Saccisica giungeva presso l'Ospedale civile incontrando la diramazione che, fino al 1913, sorgeva davanti alla Porta Liviana: il binario si distaccava da quello per Bagnoli e, osservata la fermata di Ponte Corvo, percorreva via Facciolati; contestualmente con l'avvio dell'esercizio a trazione elettrica fu attivata la variante in sede propria da via Sografi, ov'era presente il deposito-officina GCV, verso il ponte di Voltabarozzo. Dopo la dismissione degli impianti tranviari, tale variante venne in seguito trasformata nella pista ciclopedonale che attraversa il parco Iris.
Superato con un ponte il fiume Bacchiglione e attraversato l'abitato di Voltabarozzo, la tranvia proseguiva il percorso lungo la strada statale 516, mantenendosene sul lato sinistro fino a Ponte San Nicolò, servita anche con una fermata nella frazione Roncaglia, per poi passare sulla destra tramite un passaggio a livello che si trovava al termine del tratto in sede propria realizzato per l'accesso al ponte tranviario, posto poco a nord rispetto al ponte stradale. Servendo successivamente Legnaro, con stazione abilitata agli incroci, Vigorovea e Brugine, all'innesto della via Piovese, la medesima statale veniva seguita fino a Piove di Sacco dove i tram effettuavano una fermata in centro, nei pressi dei giardini pubblici, in corrispondenza dell'attuale autostazione. Nell'autunno del 1913 fu costruita la stazione della ferrovia Adria-Mestre, che venne collegata con la preesistente stazione tranviaria, rinominata per l'occasione Piove Fermata: i primi due binari della stazione di Piove di Sacco furono dunque elettrificati e destinati ai convogli tranviari.

## Materiale rotabile

### Locomotive a vapore
Le Guidovie Centrali Venete disponevano, per l'esercizio a vapore delle proprie linee, di un parco relativamente omogeneo di locomotive cabinate a due assi di tipo tranviario con rodiggio 0-2-0t. Le prime otto unità, realizzate dalla Henschel & Sohn di Kassel, erano numerate 171-178 (i nomi assegnati a tali unità erano rispettivamente Dolo, Stra, Bagnoli, Conselve, Mira, Ponte di Brenta, Sillaro e Savena) e furono immesse in servizio nel 1885 sulla relazione Padova-Malcontenta-Fusina/Mestre. Si trattava di locomotive leggere, di sole 19 t, che potevano esprimere una potenza di 84,5 kW. La velocità massima era di 30 km/h.
L'apertura della linea per Bagnoli di Sopra comportò l'acquisto, nel 1886, di nove ulteriori unità (gruppo 179-187) per l'utilizzo, oltre che su tale relazione, anche sulla tranvia Bologna-Imola, inaugurata nel medesimo anno. Il lotto fu diviso fra due costruttori: le unità 179-184 furono fornite dalla stessa Henschel & Sohn, mentre le successive unità, destinate alla linea emiliana, vennero realizzate dalla Maschinenfabrik Emil Kessler, di Esslingen; agli esemplari 180, 181, 184 e 187 risultano assegnati i nomi di Noventa, Oriago, Cartura e Abano.
L'apertura dell'altra tranvia patavina, la Padova-Piove di Sacco, comportò l'acquisto di ulteriori due unità, numerate 188-189, del tutto analoghe alle precedenti ma costruite dalla Società Italiana Ernesto Breda.
Le locomotive citate vennero rinumerate dopo il 1915 e inserite nei gruppi 140-154 e 160-162. A tali unità si aggiunse in seguito la locomotiva n.23, a sua volta rinumerata 263, proveniente dalla ferrovia Vicenza-Schio e trasferita in seguito sulla San Giorgio di Nogaro-Cervignano.
La locomotiva rinumerata 149 fu ceduta nel 1950 alla Ferrotramviaria, per il traino dei treni cantiere dell'allora costruenda ferrovia Bari-Barletta.

### Elettromotrici e rimorchiate
La prima dotazione di materiale a trazione elettrica, destinato al servizio sulla linea di Malcontenta, era costituita da dieci elettromotrici e da cinque rimorchiate a carrelli di costruzione MAN con parte elettrica AEG/Thomson Houston; le motrici, dalla caratteristica cassa in teak, vennero immatricolate come 001-010, presentavano un rodiggio Bo'-2, pesavano 30 t e raggiungevano la velocità massima di 40 km/h. L'azionamento era bitensione 600 V c.c. /6000 V, 25 Hz c.a..
Nel 1910 si aggiunsero al parco altre quattro elettromotrici, leggermente più potenti e con entrambi i carrelli motori (rodiggio Bo'Bo'), immatricolate 041-044.
Un nuovo gruppo si aggiunse poi nel biennio 1928/29, costituito dalle quattro elettromotrici 021-024, dotate del medesimo rodiggio della prima serie, ma realizzate dall'Officina Meccanica della Stanga con azionamenti CGE.
Per il traffico merci, nel 1926 la SV ordinò alla Carminati & Toselli tre locomotive a carrelli con cabina centrale in grado di trainare convogli da 600 t. Utilizzate sovente anche nel servizio passeggeri, tali unità furono affiancate nel 1928 da ulteriori tre locomotive analoghe andando a costituire il gruppo E.401-406. Alla chiusura delle "Guidovie" numerose unità del gruppo furono cedute alla Società per le Tranvie Elettriche di Terni (STET) per l'esercizio sulla linea Terni-Ferentillo e per le manovre all'interno delle acciaierie di Terni; una di esse è stata oggetto di un restauro estetico nel 2008.

### Carrozze viaggiatori
Come materiale rimorchiato le Guidovie Centrali Venete disponevano in origine di 42 vetture di cui otto a terrazzini, tutte miste di prima e terza classe o di sola terza classe, di differenti lunghezze e capacità. A tali veicoli si aggiunsero le rimorchiate consegnate assieme ai diversi gruppi di elettromotrici consegnati a partire dal 1909. In particolare, per l'esercizio sulla linea di Piove di Sacco la SV utilizzò carrozze a 2 assi del tipo a terrazzini dei gruppi B 500, B 700 e B 800, nonché carrozze a carrelli del gruppo C 1900.
Alla chiusura delle linee venete, undici di tali rimorchiate, le unità 162÷171 e 175, furono cedute alla Società Romana per le Ferrovie del Nord (SRFN) per il servizio sulla linea Roma-Civita Castellana-Viterbo una di tali unità fu in seguito acquisita dal Comitato per la Storia di Ferrovie e Tranvie (CSFT) di Bologna.

### Materiale motore - prospetto di sintesi
| Unità     | Tipo                         | Anno di acquisizione | Costruttore               | Note |
| --------- | ---------------------------- | -------------------- | ------------------------- | --- |
| 171÷178   | Locomotive a vapore cabinate | 1885                 | Henschel                  | Costruite per la Padova-Fusina/Mestre; 176 demolita per incidente nel 1908, 175 e 178 trasferite sulla Bologna-Imola |
| 179÷184   | Locomotive a vapore cabinate | 1886                 | Henschel                  | Costruite per la Padova-Bagnoli di Sopra                                                                             |
| 185÷187   | Locomotive a vapore cabinate | 1886                 | Kessler                   | Costruite per la Bologna-Imola, ove prestò servizio la 186                                                           |
| 188÷189   | Locomotive a vapore cabinate | 1890                 | Breda                     | Costruite per la Padova-Piove di Sacco, prestarono servizio sulla Bologna-Imola                                      |
| 001÷010   | Elettromotrici               | 1908-1909            | MAN / AEG Thomson Houston | |
| 021÷024   | Elettromotrici               | 1928-1929            | Stanga / CGE              | |
| 041÷044   | Elettromotrici               | 1910                 | MAN / AEG Thomson Houston | |
| E.401÷406 | Locomotive elettriche        | 1926                 | Carminati & Toselli       | |